# 奥利维耶·阿拉芒
奥利维耶·阿拉芒（法語：Olivier Allamand，1969年7月31日—），法国男子自由式滑雪运动员。他曾代表法国参加1992年和1994年冬季奥林匹克运动会自由式滑雪比赛，获得一枚银牌。